# Vein.fm
Vein.fm (anteriormente como Vein) es una banda de hardcore punk estadounidense originaria de Boston, Massachusetts, que se formó en 2013. Son conocidos por sus frecuentes giras y han realizado shows con grupos como Code Orange y Twitching Tongues en Europa. En 2017, la banda firmó en Closed Casket Activities, con quienes lanzarían su primer álbum de estudio, Errorzone, que recibió una acogida positiva entre los críticos, incluso apareciendo en la lista de "Los mejores álbumes de 2018" de la revista Revolver. El álbum también logró alcanzar el puesto 21 en la lista de álbumes de hard rock de los Billboard.
En julio de 2020, después del lanzamiento de su álbum de remezclas, la banda anunció que cambió su nombre a Vein.fm.

## Estilo musical e influencias
Vein ha sido considerado hardcore punk, nu metalcore y mathcore. Su variación de hardcore punk toma influencias del screamo, mathcore, drum and bass, nu metal y bandas sonoras de películas y videojuegos de terror. Errorzone destaca especialmente por su sonido influenciado por el nu metal. Junto con otra bandas contemporáneas como Portrayal of Guilt y Infant Island, The Washington Post los describió como la «nueva vida» del screamo.
Ellos citan como influencias a Converge, Deftones, Botch, Jeromes Dream, Neil Perry, Daughters, Unbroken, Slipknot, Korn y la banda sonora de Silent Hill 2.

## Discografía
Álbumes de estudio
- Errorzone (2018, Closed Casket Activities)
- This World Is Going to Ruin You (2022, Closed Casket Activities/Nuclear Blast)

EP
- Vein (2013, Autopublicación)
- Terrors Realm (2014, Autopublicación) (Edición en casete lanzado por Threat Collective)
- Demo 2016 (2016, Autopublicación)
- A Release of Excess Flesh (2016, Zegema Beach/Structures//Agony/Longrail/Dingleberry/Contrition)
- Self-Destruct (2017, Closed Casket Activities)
- Vein on Audiotree Live (2018, Audiotree)[15]